# Junior Colina
Junior Alexander Colina Bracho (Maracaibo, Venezuela; 9 de diciembre de 2006) es un futbolista venezolano que juega como delantero en el Deportivo Rayo Zuliano de la Primera División de Venezuela.

## Estadísticas

### Clubes
Actualizado al último partido disputado el 21 de julio de 2023.
| Club                               | Div.          | Temporada     | Liga  | Liga  | Liga   | Copas nacionales | Copas nacionales | Copas nacionales | Copas internacionales | Copas internacionales | Copas internacionales | Total | Total | Total  |
| Club                               | Div.          | Temporada     | Part. | Goles | Asist. | Part.            | Goles            | Asist.           | Part.                 | Goles                 | Asist.                | Part. | Goles | Asist. |
| ---------------------------------- | ------------- | ------------- | ----- | ----- | ------ | ---------------- | ---------------- | ---------------- | --------------------- | --------------------- | --------------------- | ----- | ----- | ------ |
| Deportivo Rayo Zuliano · Venezuela | 1.ª           | 2023-24       | 11    | 2     | 0      | 0                | 0                | 0                | —                     | —                     | —                     | 11    | 2     | 0      |
| Deportivo Rayo Zuliano · Venezuela | Total club    | Total club    | 11    | 2     | 0      | 0                | 0                | 0                | 0                     | 0                     | 0                     | 11    | 2     | 0      |
| Total carrera                      | Total carrera | Total carrera | 11    | 2     | 0      | 0                | 0                | 0                | 0                     | 0                     | 0                     | 11    | 2     | 0      |